# Comuna Arbore, Suceava
Arbore (în germană Arbora, în româna veche Arbure) este o comună în județul Suceava, Bucovina, România, formată din satele Arbore (reședința), Bodnăreni și Clit. La recensământul din 2011, comuna avea o populație 6.719 de locuitori.

## Demografie
Componența etnică a comunei Arbore
     Români (92,29%)
     Romi (1,42%)
     Alte etnii (0,19%)
     Necunoscută (6,1%)
Componența confesională a comunei Arbore
     Ortodocși (72,31%)
     Penticostali (18,69%)
     Greco-catolici (1,35%)
     Alte religii (1,35%)
     Necunoscută (6,3%)
Conform recensământului efectuat în 2021, populația comunei Arbore se ridică la 6.887 de locuitori, în creștere față de recensământul anterior din 2011, când fuseseră înregistrați 6.719 locuitori. Majoritatea locuitorilor sunt români (92,29%), cu o minoritate de romi (1,42%), iar pentru 6,1% nu se cunoaște apartenența etnică. Din punct de vedere confesional, majoritatea locuitorilor sunt ortodocși (72,31%), cu minorități de penticostali (18,69%) și greco-catolici (1,35%), iar pentru 6,3% nu se cunoaște apartenența confesională.

## Politică și administrație
Comuna Arbore este administrată de un primar și un consiliu local compus din 15 consilieri. Primarul, Dan Tiperciuc[*], de la Partidul Social Democrat, este în funcție din 2016. Începând cu alegerile locale din 2024, consiliul local are următoarea componență pe partide politice:
|  | Partid                          | Consilieri | Componența Consiliului | Componența Consiliului | Componența Consiliului | Componența Consiliului | Componența Consiliului | Componența Consiliului | Componența Consiliului | Componența Consiliului | Componența Consiliului | Componența Consiliului | Componența Consiliului |
|  | ------------------------------- | ---------- | ---------------------- | ---------------------- | ---------------------- | ---------------------- | ---------------------- | ---------------------- | ---------------------- | ---------------------- | ---------------------- | ---------------------- | ---------------------- |
|  | Partidul Social Democrat        | 11         |                        |                        |                        |                        |                        |                        |                        |                        |                        |                        |                        |
|  | Partidul Național Liberal       | 3          |                        |                        |                        |                        |                        |                        |                        |                        |                        |                        |                        |
|  | Alianța pentru Unirea Românilor | 1          |                        |                        |                        |                        |                        |                        |                        |                        |                        |                        |                        |

## Recensământul din 1930
Componența etnică a comunei Arbore
     Români (87,7%)
     Germani (10,26%)
     Evrei (1,81%)
     Altă etnie (0,23%)
Componența confesională a comunei Arbore
     Ortodocși (87%)
     Romano-catolici (7,12%)
     Mozaici (1,81%)
     Evanghelici\Luterani (3,25%)
     Altă religie (0,82%)
Conform recensământului efectuat în 1930, populația comunei Arbore se ridica la 5941 locuitori. Majoritatea locuitorilor erau români (87,7%), cu o minoritate de germani (10,26%) și una de evrei (1,81%). Alte persoane s-au declarat: ruteni (12 persoane), cehi\slovaci (1 persoană). Din punct de vedere confesional, majoritatea locuitorilor erau ortodocși (87,0%), dar existau și romano-catolici (7,12%), mozaici (1,81%) și evanghelici\luterani (3,25%) . Alte persoane au declarat: baptiști (12 persoane), adventiști (4 persoane), fără religie (36 persoane).

## Legături externe
Materiale media legate de Arbore la Wikimedia Commons

 Acest articol despre o localitate din județul Suceava este deocamdată un ciot. Puteți ajuta Wikipedia prin completarea lui.